# Маґдалена Туллі
Маддалена (Маґдалена) Флавія Туллі, пол. Maddalena Flavia Tulli, нар. 20 жовтня 1955 у Варшаві) — польська письменниця, перекладачка й біологиня.

## Життєпис
Маґдалена Туллі народилася у Варшаві. Особливим місцем для неї було місто Лодзь, де народилася її мати польсько-єврейського походження. Батько Маґдалени був італійцем.
1974 року закінчила Варшавську середню школу та 1979 року здобула ступінь магістра біології у Варшавському університеті. Після навчання 6 місяців працювала на польській науково-антарктичній станції ім. Генрика Арцтовського на острові Кінг-Джордж. 1983 року здобула ступінь доктора наук в Інституті біології та зоології Польської академії наук.

## Творчість
1995 року Маґдалена Туллі за свою дебютну книгу «Сни й камені» отримала Премію фонду ім. Косцельських. Маґдалена Туллі є членкинею Товариства польських письменників.
Твори Маґдалени Туллі було перекладено англійською, французькою, німецькою, російською, хорватською, словенською, чеською, угорською, італійською, шведською, латвійською та литовською мовами.
Маґдалена Туллі переклала кілька творів: Utraconą Марселя Пруста (2001) з французької, Gniew niebios Флер Джеггі (1999) і Długi dzień Ameriga Італо Кальвіно з італійської.

## Вибрані твори
- Сни й камені (польс. Sny i kamienie) — «OPEN», 1995; «W.A.B.», 1999
  - переклад українською: Маґдалена Туллі «Сни й камені». Повість / пер. з польс. В. Дмитрук. — Л. : Кальварія, 2011. — 112 с.
- У червоному (польс. W czerwieni) — збірка творів, видавництво W.A.B., 1998
- Режими (польс. Tryby) — «W.A.B.», 2003
- Недолік (польс. Skaza) — «W.A.B.», 2006
- Замість процесу: доповідь про мову ненависті спільно з Сергіушем Ковальським — польс. Zamiast procesu: raport o mowie nienawiści. Warszawa: W.A.B. 2003. с. 547. ISBN 8389291584.
- Контролер снів (польс. Kontroler snów) — роман під псевдонімом Marek Nocny, видавництво Nisza, 2007[6]
- Італійські шпильки (польс. Włoskie szpilki) — збірка творів, видавництво Nisza, 2011; видавництво Znak, 2017 (друге видання зі змінами)[7]
- Шум (польс. Szum) — видавництво Znak, 2014
- І той, та інший ліс (польс.Ten i tamten las) — видавництво Wilk i Król, 2017[8]
- Яка красива ілюзія. Під час розмови з Юстиною Домбровською (польс. Jaka piękna iluzja. W rozmowie z Justyną Dąbrowską) — видавництво Znak, 2017[9]

## Нагороди та премії
1995 — літературна премія фонду ім. Косцельських за твір «Сни й камені»
1999 — фіналістка літературної нагороди «Nike» за твір W czerwieni
1999 — премія польського журналу «Literatura na Świecie» за найкращий переклад
2004 — фіналістка літературної нагороди «Nike» за твір Tryby
2007 — фіналістка літературної нагороди «Nike» за твір Skaza
2007 — номінантка польської премії «Nagrodę Osobną» (різновид літературної премії «Nagroda Literacka Gdynia») у категорії проза за роман Skaza
2012 — фіналістка літературної нагороди «Nike» за твір Włoskie szpilki
2012 — фіналістка польської премії «Nagrodę Literacką Gdynia» за твір Włoskie szpilki
2012 — фіналістка польської премії «Nagrodę Literacką „Gryfia“» за твір Włoskie szpilki
2012 — премія Літературна нагорода Центральної Європи «Angelus» за твір Włoskie szpilki
2013 — лауреатка польської премії «Nagroda Literacka im. Juliana Tuwima» за вагомий внесок у літературу
2015 — фіналістка літературної нагороди «Nike» за твір Шум
2018 — лауреатка польської літературної премії «Nagroda Literacka m.st. Warszawy» у категорії: література для дітей та підлітків за твір Ten i tamten las.